# دانيال فاراند
دانيال فاراند هو محامي وقاضي وسياسي أمريكي، ولد في 9 سبتمبر 1760، وتوفي في 13 أكتوبر 1825. انتخب List of speakers of the Vermont House of Representatives ‏.